# Martigny-le-Comte
Martigny-le-Comte è un comune francese di 434 abitanti situato nel dipartimento della Saona e Loira nella regione della Borgogna-Franca Contea.

## Società

### Evoluzione demografica
Abitanti censiti